# Церковь Пресвятой Троицы (Фатима)
Церковь Пресвятой Троицы (порт. Igreja da Santíssima Trindade) — католическая церковь, находящаяся в городе Фатиме, Португалия.

## История
Строительство церкви было начато в 2004 году по проекту греческого архитектора А. Томбазиса (греч. Αλέξανδρος Τομπάζης) и было закончено в 2007 году. В 2012 году папа римский признал церковь Пресвятой Троицы малой базиликой.
Архитектура храма несёт в себе элементы и декорации православной византийской архитектуры,. Церковь Пресвятой Девы Марии входит в комплекс Санктуария Девы Марии Фатимской.